# 埃洛弗多爾冰川

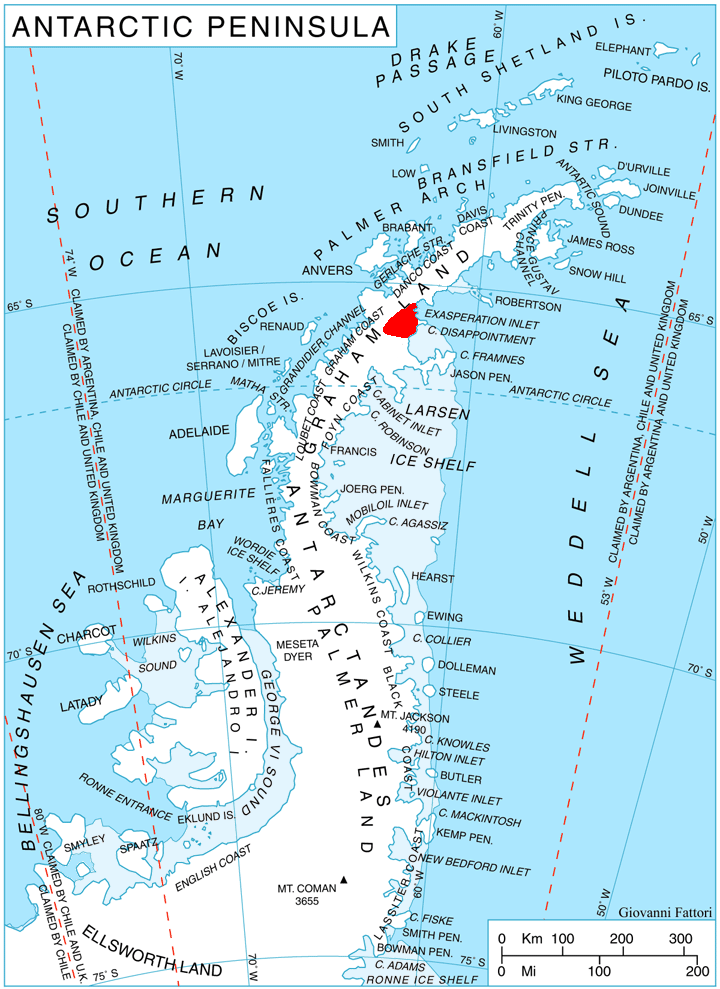

埃洛弗多爾冰川（英語：Elovdol Glacier）是南極洲的冰川，位於葛拉漢地的奧斯卡二世海岸，長8公里、寬3公里，最終注入梅普冰川，現時由南極條約體系管理。